# Alexander Bay (Canada)
Pour les articles homonymes, voir Alexander Bay.
Alexander Bay était, de 1911 à 1966, une localité canadienne située sur l'île de Terre-Neuve dans la province de Terre-Neuve-et-Labrador.